# The Hospital for Sick Children
The Hospital for Sick Children (traduction littérale : « L'hôpital pour enfants malades »), également connu comme le SickKids, est un centre hospitalier universitaire pédiatrique majeur basé à Toronto, en Ontario, au Canada. Il est affilié à la Faculté de médecine de l'Université de Toronto. 
L'hôpital est fondé en 1875 sur l'exemple du Great Ormond Street Hospital de Londres, alors le seul hôpital pédiatrique de l'Empire britannique. Il est aujourd'hui situé dans le quartier Discovery dans le centre-ville de Toronto, le long de l'avenue University. Il est relié par des tunnels à l'hôpital général de Toronto, à l'hôpital du Mount Sinai et au centre de cancérologie Princess-Margaret.
L'hôpital est reconnu au Canada pour ses campagnes publicitaires et le niveau des dons qu'il reçoit, qui sont les plus élevés parmi les hôpitaux canadiens. En 2011 est inauguré le centre de recherche et d'apprentissage Peter Gilgan, présenté comme la plus grande tour de recherche pédiatrique au monde.

## Historique
Au printemps 1875, un groupe de femmes chrétiennes laïques de Toronto, mené par Elizabeth McMaster, décident de l'ouverture d'un hôpital « pour l'admission et le traitement de tous les enfants malades ». Elles louent pour cela une maison de onze pièces, où sont installés six lits. Leur première patiente, nommée Maggie, victime de brûlures, est accueillie le 3 avril. Quarante-quatre patients sont admis au cours de sa première année de fonctionnement de l'hôpital, et soixante-sept autres sont traités en ambulatoire. Dès 1876, l'hôpital déménage dans un plus grand bâtiment. 
En 1891, l'hôpital s'installe dans un immeuble construit spécifiquement, situé à l'angle des rues College et Elizabeth. Cet immeuble, connu sous le nom du Victoria Hospital for Sick Children, est devenu le siège social de la Société canadienne du sang dans la région de Toronto. En 1951, l'hôpital déménage à son emplacement actuel, le long de l'avenue University, sur un grand terrain où se trouvait auparavant la maison d'enfance de la star de cinéma d'origine canadienne Mary Pickford. 
En 1972, l'hôpital est équipé d'un héliport sur le toit,. Il est dans les années 2020 l'un des deux seuls hôpitaux du centre-ville de Toronto avec un héliport, avec le St. Michael's Hospital. 
L'hôpital SickKids est sensiblement agrandi en 1993 avec la construction d'un atrium, doté d'un toit en verre, sur le côté est du bâtiment principal. En 2008, c'est l'aile des urgences qui est à son tour largement rénovée. 

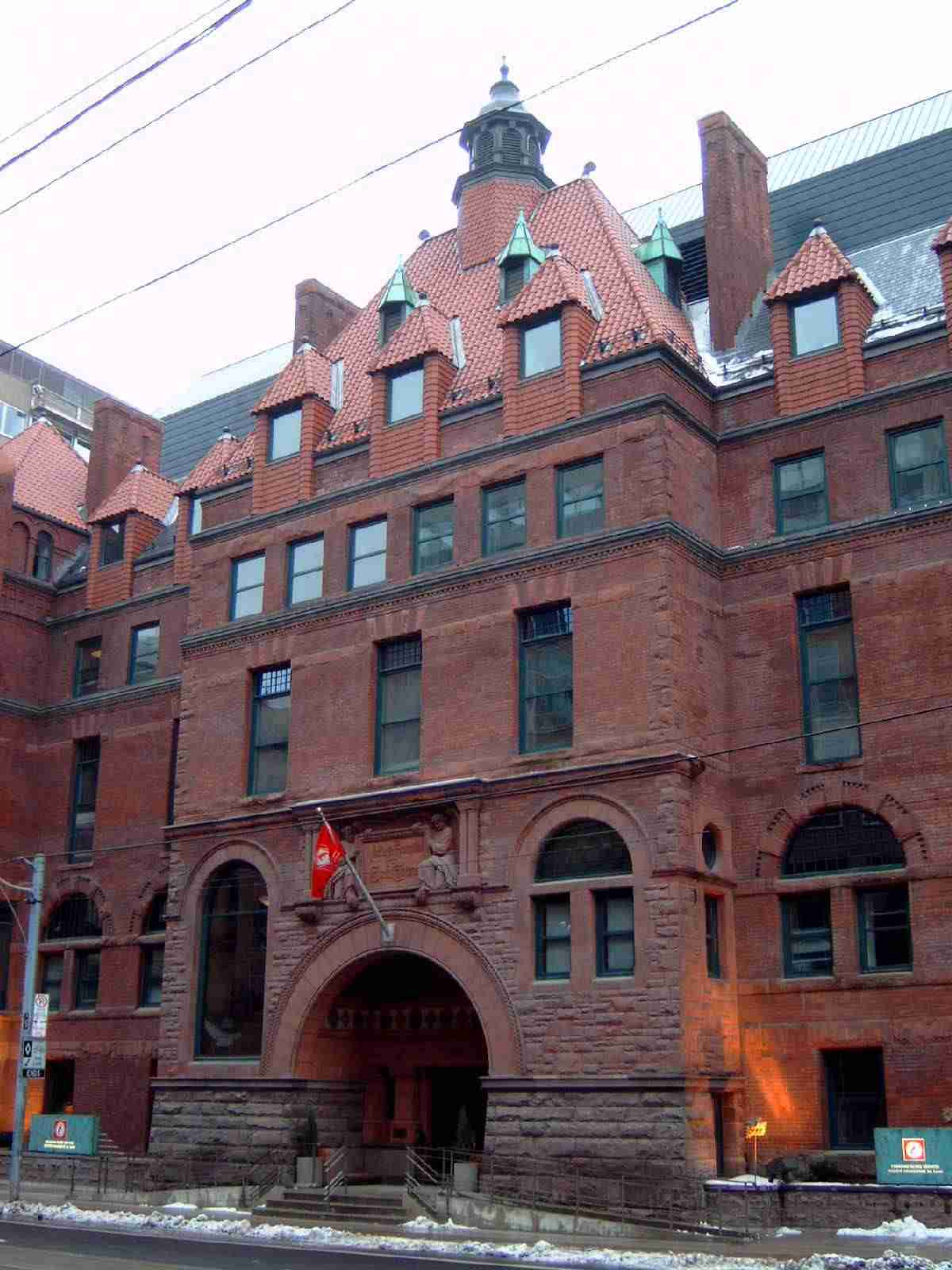
Entrée du Victoria Hospital for Sick Children.
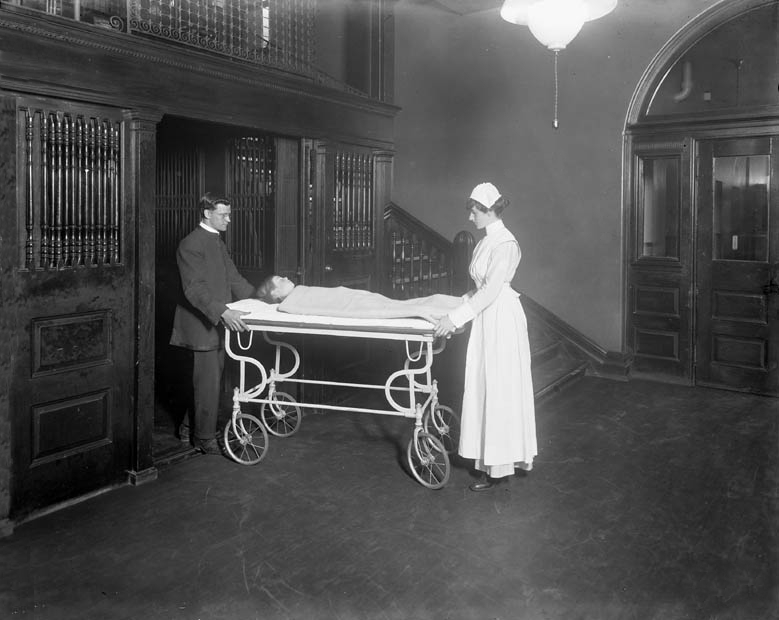
Un enfant transporté en salle d'opération, vers 1915.
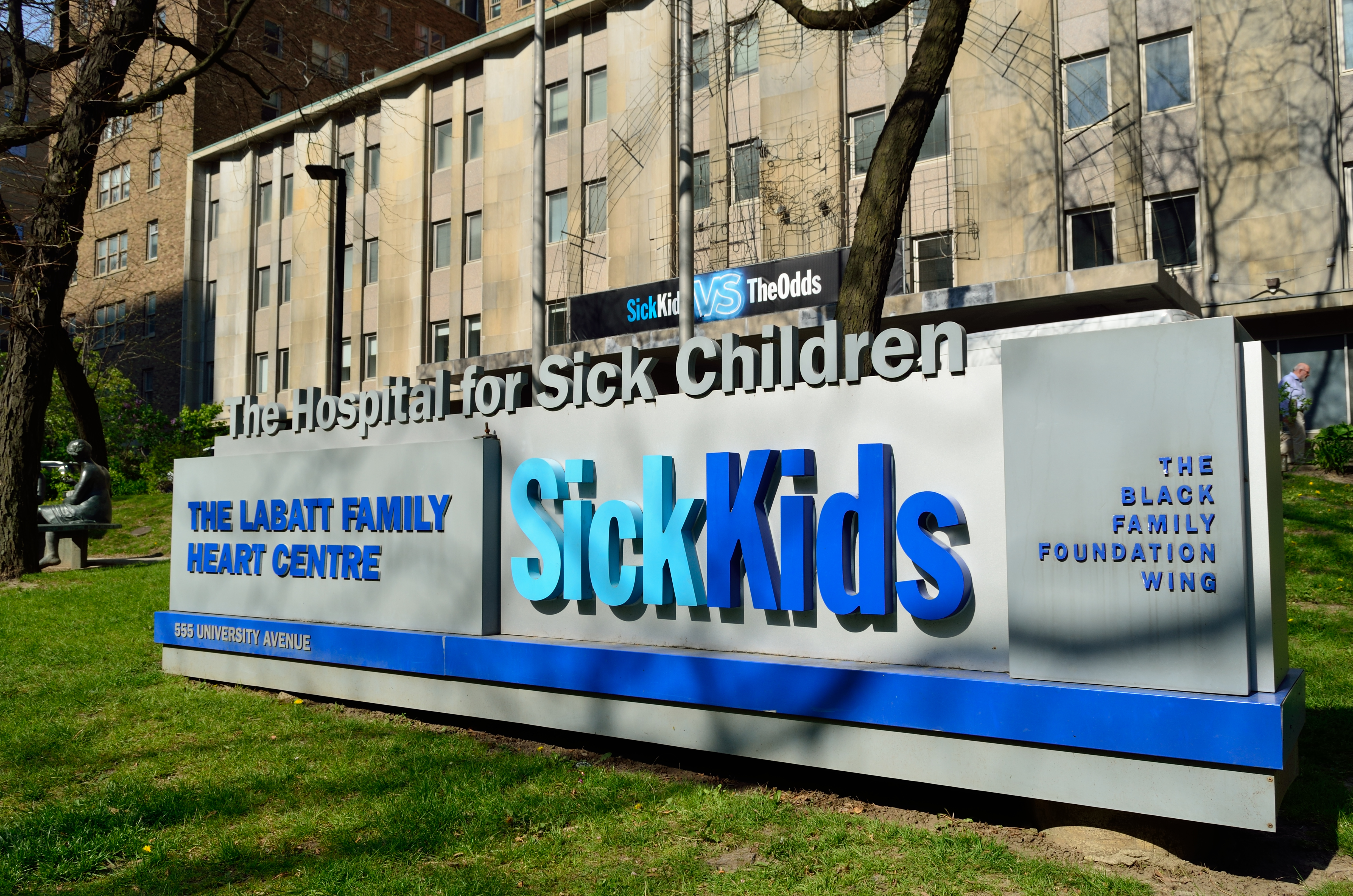
Entrée de l'hôpital, côté University Avenue.
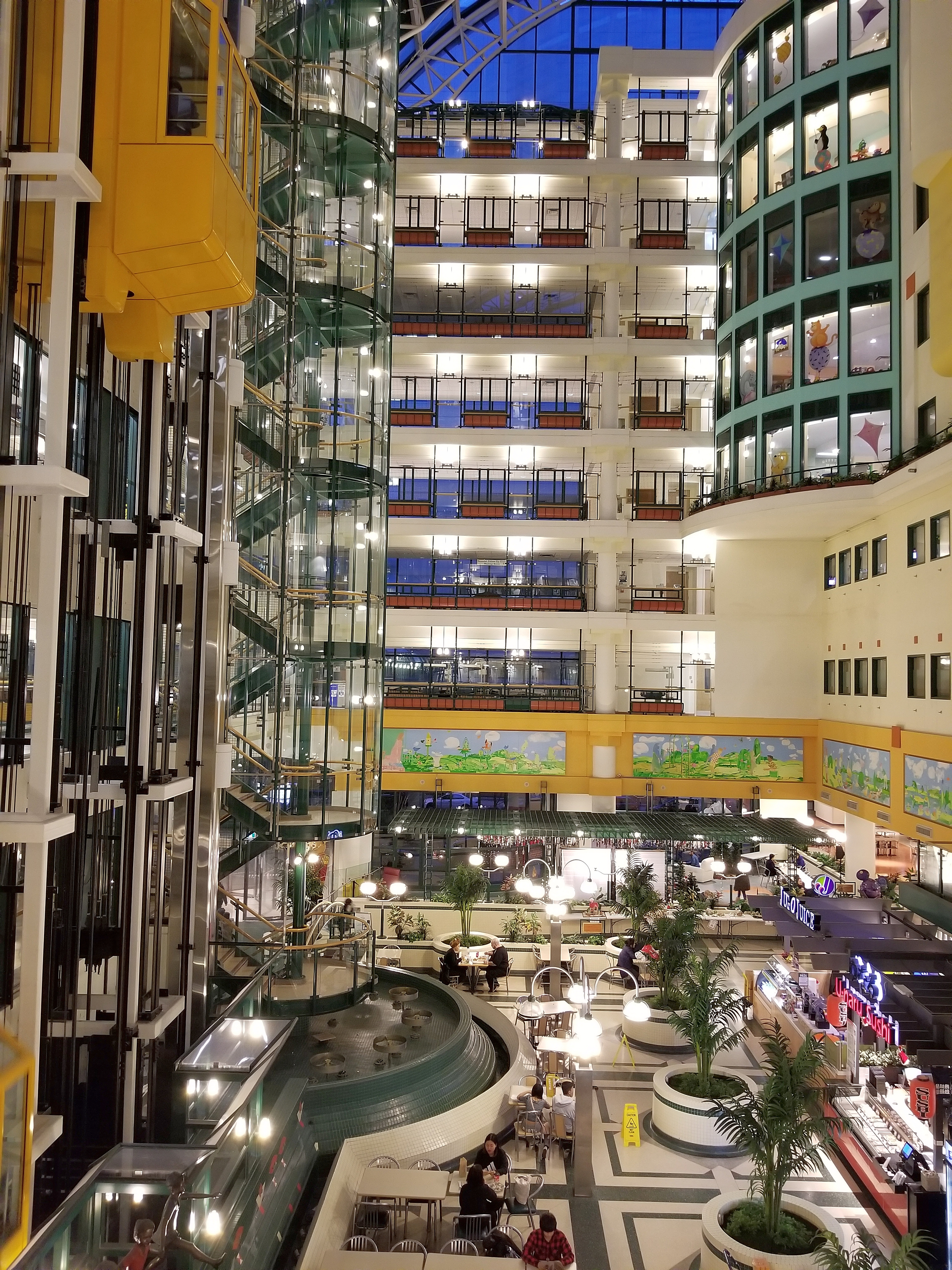
L'atrium conçu par Eberhard Zeidler.
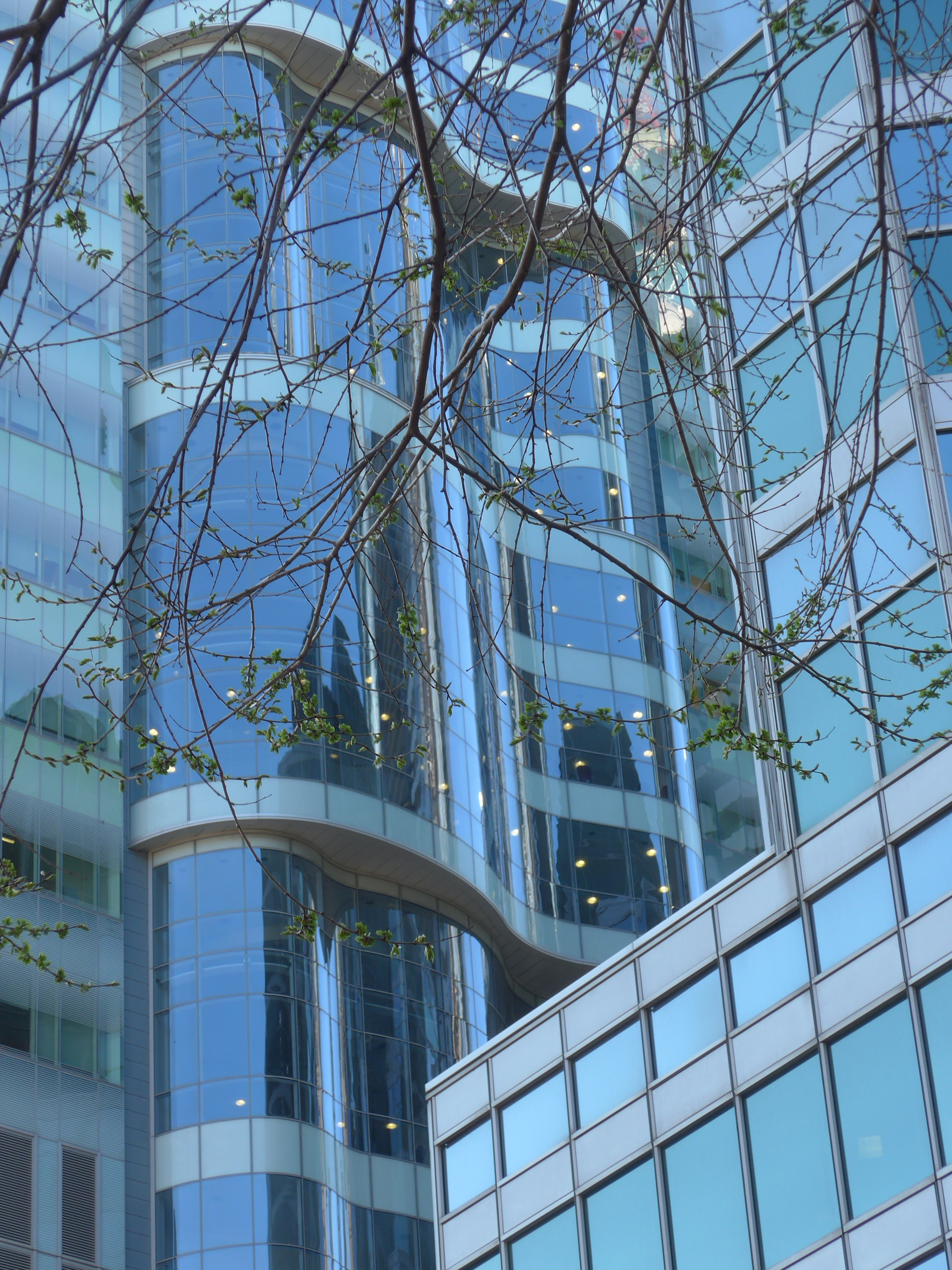
Vue de la tour du Peter Gilgan Centre for Research and Learning.

## Financement
Les traitements médicaux à l'hôpital sont couverts par l' assurance maladie publique, comme c'est le cas dans la plupart des autres hôpitaux canadiens.  
La philanthropie est cependant une source essentielle de financement de l'hôpital SickKids, en complément des fonds publics et des autres organismes subventionnaires. En 2006-2007, le soutien financier de la Fondation SickKids à l'hôpital s'est ainsi élevé à 72,1 millions de dollars. Ces financements ont été consacrés à l'amélioration de l'infrastructure et au soutien des médecins, chercheurs et scientifiques. Après le gouvernement lui-même, la Fondation SickKids est le plus important organisme de financement en recherche, éducation et soins en santé infantile au Canada. La Fondation maintient également un fonds spécifique, appelé Herbie Fund, pour les patients non couverts par l'assurance maladie canadienne. Le fonds a été créé en 1979 pour assurer le traitement de Herbie Quiñones, une patiente de sept mois arrivée de Brooklyn, NY . 

## Contributions à la médecine
L'hôpital a été un précurseur dans les domaines de la sécurité alimentaire et de la nutrition infantile. En 1908, une unité de pasteurisation du lait est mise en place à l'hôpital, trente ans avant que la pasteurisation du lait ne devienne obligatoire. Les chercheurs de l'hôpital créent en 1931 une céréale infantile, le Pablum, qui sera ensuite commercialisée par Mead Johnson.  
L'insuline, découverte à proximité, à l'Université de Toronto, est très rapidement utilisée à l'hôpital. Le docteur Frederick Banting, l'un de ses co-découvreurs, avait effectué son stage à l'hôpital et y était devenu médecin traitant.  
En 1963, le docteur William Mustard décrit une procédure chirurgicale qui porte son nom, pour soigner les problèmes cardiaques liés au syndrome du bébé bleu.
En 1989, une équipe de chercheurs de l'hôpital découvre le gène responsable de la fibrose kystique.

## Controverses
L'hôpital abrite dans les années 2000 le Motherisk Drug Testing Laboratory. À la demande de diverses agences de protection de l'enfance, 16 000 échantillons de cheveux y sont testés de 2005 à 2015. La juge de la Cour d'appel de l'Ontario, Susan Lang, acte que le laboratoire n'était pas qualifié pour effectuer des tests médico-légaux, et que l'hôpital n'a pas exercé une surveillance suffisante de son activité, en dépit de l'expérience de l'hôpital avec le Dr Charles Smith. Le rapport Goudge, en 2008, avait révélé que le Dr Smith, dont le témoignage médico-légal avait conduit à des condamnations injustifiées dans la mort d'enfants, n'était pas qualifié pour effectuer des tests médico-légaux. 